# 아사다촌 (오이타현)
아사다촌(朝田村)은 오이타현 니시쿠니사키군에 설치되었던 촌이다. 현재의 기쓰키시에 해당한다.